# Krásná Studánka
Krásná Studánka (německy Schönborn) je část města Liberec. Nachází se na severozápadě Liberce. Liberec XXXI-Krásná Studánka leží v katastrálním území Krásná Studánka o rozloze 5,87 km².

## Historie
První písemná zmínka o vesnici pochází z roku 1381.

## Doprava
Krásnou Studánkou prochází železniční trať Liberec–Frýdlant, na které se nachází stejnojmenná železniční zastávka.
Do čtvrti zajíždí linka 26 liberecké MHD. Na hlavní Hejnické ulici se postupně nacházejí zastávky Krásná Studánka kovárna, Krásná Studánka Švestková a Krásná Studánka, kde je umístěno obratiště a kde většina spojů končí. Vybrané spoje pak pokračují do sousední Stráže nad Nisou. V jihovýchodní části Krásné Studánky se nachází zastávka U Lípy, na níž zastavují linky 24, 28 a 55. Krásnou Studánkou projíždějí také meziměstské autobusové linky.
Obydlenou částí čtvrti vedla dříve silnice I/13, hlavní tah na Frýdlant. V roce 2013 byl zprovozněn obchvat, který se obydlené části vyhýbá.

## Rodáci
- Josef Seliger (1870–1920), českoněmecký sociálnědemokratický politik, předák dělnického hnutí, šéfredaktor listu Vorwärts
- Anton Möller (1864–1927), architekt činný především ve Varnsdorfu a severních Čechách, mimo jiné autor varnsdorfských jatek, restaurace na vrchu Burgsberg (Hrádek), kostela svatého Karla Boromejského, ale i rozhledny na vrchu Kohout u Benešova nad Ploučnicí či kostela svatého Bonifáce v libereckém Dolním Hanychově